# Hanover Township (comtat d'Ashland)
Hanover és un dels quinze townships del comtat d'Ashland, Ohio, Estats Units. Segons el cens del 2010, la població era de 2.050

## Geografia
Situat a l'extrem sud del comtat, limita amb els següents townships:
- Green Township (nord)
- Washington Township, comtat de Holmes - nord-est
- Knox Township, comtat de Holmes - est
- Jefferson Township, comtat de Knox - sud-est
- Brown Township, comtat de Knox - sud-oest
- Worthington Township, comtat de Richland - oest
- Monroe Township, comtat de Richland - cantonada nord-oest

Una part del poble de Loudonville es troba al nord-est del township de Hanover.

## Nom i història
El township de Hanover va començar a formar part del comtat de Richland el 1806. El township de Hanover va ser organitzat el 1818. [4] Es va separar per passar a formar part del comtat d'Ashland a la seva formació el 1846.
A tot l'estat hi ha altres municipis de Hanover als comtats de Butler, Columbiana i Licking.

## Govern
El municipi es regeix per un patronat de tres membres, que són elegits al novembre d'anys imparells fins a un mandat de quatre anys a partir de l'1 de gener següent. Dos són elegits l'any següent a les eleccions presidencials i un és elegit. l'any anterior. També hi ha un oficial fiscal municipal elegit, [5] que compleix un mandat de quatre anys a partir de l'1 d'abril de l'any després de les eleccions, que se celebra el novembre de l'any anterior a les eleccions presidencials. Les vacants en l'oficial fiscal o en el patronat són ocupades pels administradors restants.